# Jugorje, Novo mesto
Jugorje je naselje v Občini Novo mesto.